# Građani
Građani (en serbe cyrillique: Грађани) est un village du sud du Monténégro, dans la municipalité de Cetinje.

## Démographie

### Évolution historique de la population[1]
| 1948 | 1953 | 1961 | 1971 | 1981 | 1991 | 2003 |
| ---- | ---- | ---- | ---- | ---- | ---- | ---- |
| 223  | 179  | 151  | 107  | 68   | 31   | 23   |